# Sandro Franchina
Sandro Franchina (Roma, 25 settembre 1939 – Parigi, 22 febbraio 1998) è stato un regista e attore italiano.

## Biografia
Figlio dello scultore Nino Franchina, divenne aiuto-regista di Marco Bellocchio e Jean Rouch dopo essere stato attore bambino recitando in una parte da coprotagonista nel film Europa '51 di Roberto Rossellini. Come cineasta divenne noto per il film del 1968 Morire gratis e per i suoi documentari d'arte.

## Filmografia

### Regista
- Collage di Piazza del Popolo - cortometraggio (1960)
- Gino Severini - documentario (1963)
- Israele immagini - documentario (1964)
- Morire gratis (1968)
- Sport in Kuwait - documentario (1983)
- Una mostra di Eliseo Mattiacci - documentario (1993)
- Una mostra di Nino Franchina - documentario (1994)
- David Smith in Italy - cortometraggio (1995)
- Mark di Suvero a Venezia - documentario (1995)
- Una mostra di Anish Kapoor - documentario (1995)
- Fateli scendere - cortometraggio (1996)
- Kounellis - documentario (1996)
- Ciné-poèmes, co-regia con Jean Rouch (1997)

### Attore
- La nemica, regia di Giorgio Bianchi (1951)
- Europa '51, regia di Roberto Rossellini (1951)
- Enigma, regia di Alberto Chiantaretto, Marco di Castri, Daniele Pianciola e Jean Rouch (1988)
- Briganti, regia di Filippo Ricci - cortometraggio (1999)